# Чакыр (приток Ябагана)
Чакы́р — река в Усть-Канском районе Республики Алтай. Устье реки находится в 7 км по правому берегу реки Ябаган. Длина реки составляет 21 км. Вдоль реки проходит автодорога Усть-Кан — Беш-Озёк через Чакырский перевал, пересекая Ануйский хребет.

## Притоки
- Еланду (пр)
- Джиланду (лев)

## Данные водного реестра
По данным государственного водного реестра России относится к Верхнеобскому бассейновому округу, водохозяйственный участок реки — Обь от слияния рек Бия и Катунь до города Барнаул, без реки Алей, речной подбассейн реки — бассейны притоков (Верхней) Оби до впадения Томи. Речной бассейн реки — (Верхняя) Обь до впадения Иртыша.